# Hebdomon

Die Umgebung Konstantinopels zur byzantinischen Zeit

Hebdomon

Hebdomon war ein Vorort Konstantinopels, von wo aus die Via Egnatia durch das Goldene Tor über die Mese und die Kaiserforen zum Großen Palast führte. Der Ort befand sich am siebten Meilenstein vor Konstantinopel, gezählt vom Milion bei der Sophienkirche aus, weshalb die Gegend unter dem Namen Hebdomon oder Septimo (gr. bzw. lat. für »siebtes«) bekannt war. Hier  wurden traditionell die byzantinischen Kaiser vom Heer ausgerufen.
Hier befanden sich auch die Kirchen von Johannes dem Täufer, in dem der Kopf des Johannes aufbewahrt wurde, und von dem Apostel Johannes aus dem 5. Jahrhundert. Überreste der Zisterne von Hebdomon sind erhalten.
Heute befindet sich an gleicher Stelle der Istanbuler Stadtteil Bakırköy.